# Kaigun Tokubetsu Rikusentai
La Kaigun Tokubetsu Rikusentai  (海軍特別陸戦隊?), ovvero Forza speciale da sbarco della Marina in lingua giapponese, fu il reparto anfibio della Marina imperiale nipponica costituito nel 1928 e specializzato negli assalti dal mare. Noto anche con il nome in inglese di Special Naval Landing Forces (o SNLF) datogli dagli Alleati, il corpo venne estensivamente impiegato sia durante la seconda guerra sino-giapponese, sia nel secondo conflitto mondiale, al termine del quale fu sciolto.

## Storia

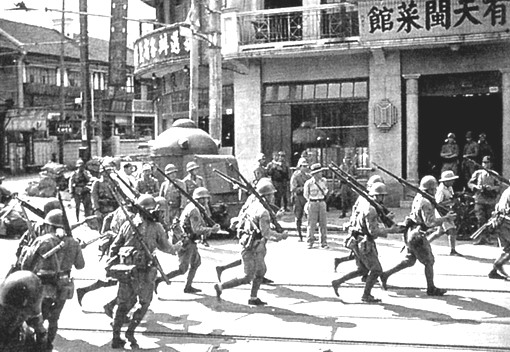
Rikusentai giapponesi a Shanghai nel 1937

Inizialmente la Marina imperiale giapponese non disponeva di un'unità apposita di fanteria di marina: reparti per operazioni a terra potevano essere formati per incarichi speciali o temporanei con gli equipaggi delle navi da guerra, che ricevevano come parte della loro normale formazione militare anche l'addestramento di base della fanteria; questi reparti ad hoc videro l'azione in numerose occasioni nel periodo precedente la seconda guerra mondiale, come l'incidente dell'isola di Ganghwa in Corea nel 1875, la prima guerra sino-giapponese, la ribellione dei Boxer in Cina nel 1900 (tra cui la difesa del Quartiere delle Legazioni internazionali a Pechino) e le operazioni nel Pacifico durante la prima guerra mondiale. La pratica di formare reparti di fanteria con gli equipaggi delle navi da guerra continuò anche durante la seconda guerra mondiale e ciò, unito alla presenza di svariate altre unità terrestri della Marina (unità di artiglieria costiera e antiaerea, di genieri, di pionieri e di difesa delle basi), portava spesso gli Alleati a confonderli con i reparti di rikusentai propriamente detti.
Le prime "Forze navali speciali da sbarco", unità specificamente addestrate e destinate alle operazioni anfibie della Marina, furono create a partire dal 1928: inizialmente si trattava di unità piuttosto ingombranti, con una forza di circa 2.000 uomini e spesso indicate come "brigate", ma all'inizio della seconda guerra mondiale furono ridotte a formazioni più piccole e specializzate, delle dimensioni di un battaglione e con un organico variabile che andava da un minimo di 750 a un massimo di 1.500 uomini; le unità, indicate semplicemente come "Kaigun Tokubetsu Rikusentai" (KTR), prendevano il nome dalle quattro principali basi navali della Marina giapponese (Kure, Maizuru, Sasebo e Yokosuka): nel dicembre del 1941, al momento dell'entrata in guerra giapponese, vi erano undici distaccamenti della KTR in Giappone, più altri quattro assegnati alle basi navali nella Cina occupata (Ryojun, Shanghai, Hankow e Canton) e una forza fluviale per operazioni lungo il Fiume Azzurro. Due unità (la 1ª e la 3ª KTR di Yokosuka) furono addestrate come paracadutisti nel settembre del 1941, ed erano inoltre disponibili piccoli reparti (di solito delle dimensioni di una compagnia) di mezzi corazzati.
Le unità della Kaigun Tokubetsu Rikusentai videro le loro prime azioni in Cina, inizialmente già nel 1932 durante la cosiddetta "Guerra di Shanghai"" e poi a partire dal 1937 durante la seconda guerra sino-giapponese, compiendo numerosi sbarchi lungo le coste cinesi e operando anche lungo le rive del Fiume Azzurro. Nel dicembre del 1941 i rikusentai furono in prima linea durante la serie di offensive giapponesi contro i possedimento coloniali europei nel Pacifico e nel sud-est asiatico: la 2ª KTR di Maizuru inviò distaccamenti a occupare il piccolo possedimento statunitense di Guam (10 dicembre) e poi a prendere d'assalto l'Isola di Wake (23 dicembre); una forza combinata con la 1ª e la 2ª KTR di Sasebo fu tra le prime unità a essere impegnata durante la campagna delle Filippine, alla quale parteciparono successivamente anche distaccamenti della 1ª KTR di Kure e della 2ª KTR di Yokosuka.

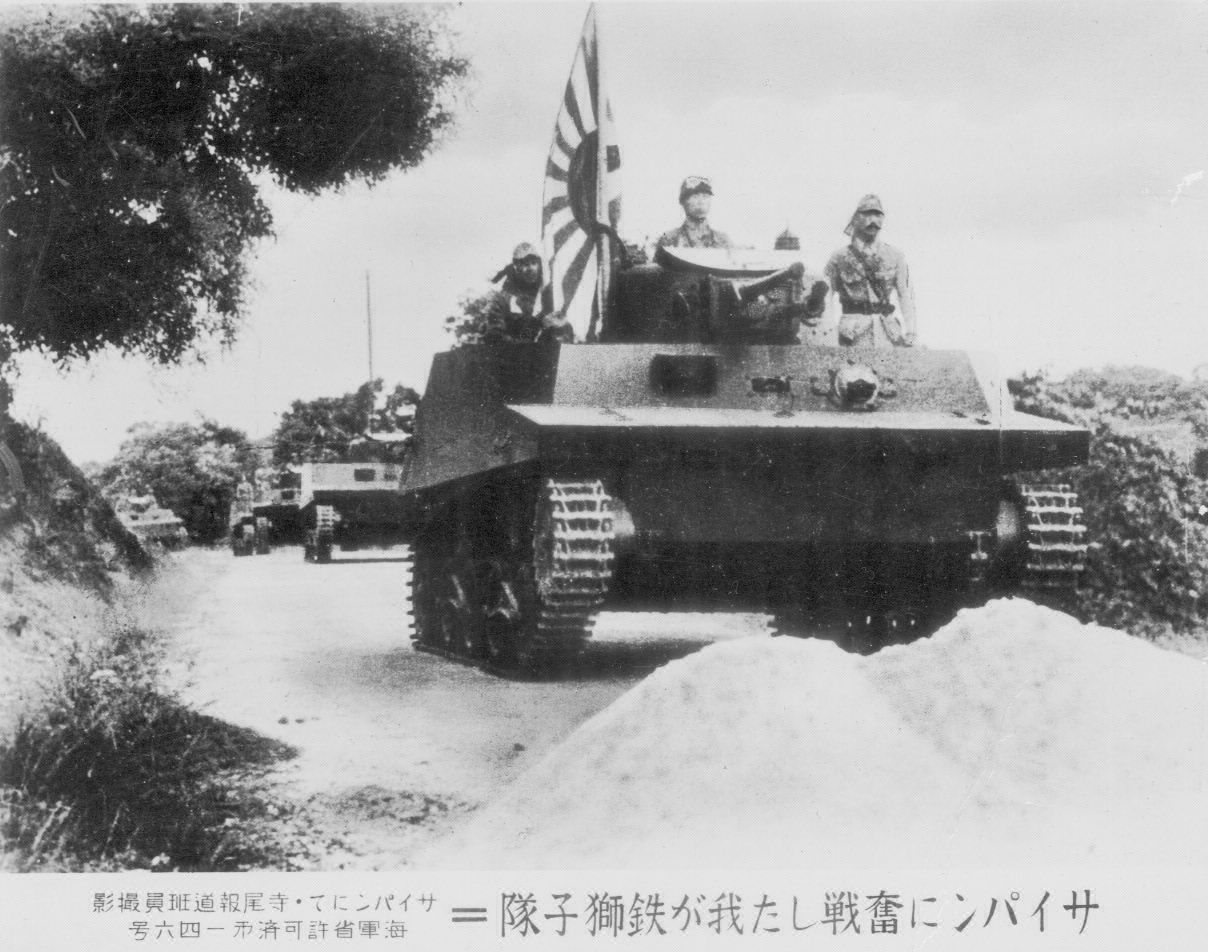
Carri armati anfibi Type 2 Ka-Mi della 1ª KTR di Yokosuka a Saipan

Varie unità di rikusentai parteciparono massicciamente alla campagna delle Indie orientali olandesi: in dicembre il corpo centrale della 2ª KTR di Yokosuka guidò l'occupazione del Borneo del Nord, mentre ai primi di gennaio del 1942 la 1ª KTR di Kure catturò i campi petroliferi dell'isola di Tarakan; l'11 gennaio 1942 la 1ª KTR di Yokosuka condusse il primo assalto aviotrasportato delle forze armate giapponesi quando si paracadutò a Manado, nell'isola di Celebes, venendo poi rinforzata da uno sbarco della 1ª KTR di Sasebo. Sul finire di gennaio la 1ª KTR di Kure prese l'isola di Ambon, mentre il 19 febbraio seguente la 3ª KTR di Yokosuka subì gravi perdite negli scontri con le truppe alleate dopo essersi paracadutata sull'isola di Timor. I successi riportati dalle forze anfibie della Marina spinsero i vertici militari giapponesi a ordinare la creazione di un maggior numero di distaccamenti della KTR.

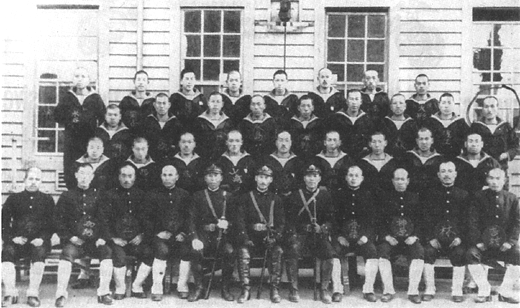
Ufficiali della 3ª KTR di Kure posano per una foto di gruppo a Tulagi nel maggio del 1942

Il 3 maggio 1942 la 3ª KTR di Kure guidò l'occupazione dell'isola di Tulagi, nelle Salomone, venendo poi completamente distrutta durante la controffensiva statunitense dell'agosto seguente; unità di nuova costruzione come la 5ª KTR di Kure e la 5ª KTR di Sasebo furono inviate a prendere parte alla campagna della Nuova Guinea nell'agosto del 1942, subendo pesanti perdite nella battaglia di Milne Bay contro gli australiani, mentre la 6ª KTR di Kure e la 7ª KTR di Yokosuka parteciparono alla campagna di Guadalcanal. Una delle azioni più famose dei rikusentai giapponesi fu la battaglia di Tarawa del novembre 1943, quando la 7ª KTR di Sasebo finì completamente annientata al termine di un sanguinoso scontro con i marine statunitensi per difendere l'isola di Betio, nelle Gilbert. Con il prosieguo della guerra e l'aumentare delle perdite, le unità anfibie della Marina giapponese persero molto del loro carattere di "forza speciale", venendo relegate a compiti di difesa statica delle isole ancora in mano ai giapponesi: distaccamenti di rikusentai parteciparono ancora alle azioni più importanti sul fronte del Pacifico, come la battaglia di Saipan (dove i paracadutisti della 1ª e 3ª KTR di Yokosuka combatterono come fanteria), la battaglia di Iwo Jima e la battaglia di Okinawa. Dopo la resa del Giappone nell'agosto del 1945, le unità della Kaigun Tokubetsu Rikusentai furono sciolte e mai più ricostituite.

## Organizzazione ed equipaggiamento
L'organico delle unità KTR variava da distaccamento a distaccamento. Generalmente l'unità aveva la forza di un battaglione, composto da due compagnie di fucilieri e una di armi pesanti: le compagnie fucilieri, di organico più ampio delle loro equivalenti dell'Esercito imperiale e concepite per operare in maniera indipendente le une dalle altre, avevano da quattro a sei plotoni di fucilieri e un plotone di mitragliatrici pesanti; l'unità tattica minima era la squadra di fucilieri (tre per plotone), composta da 13 uomini con una mitragliatrice leggera. La compagnia armi pesanti aveva tre plotoni di fucilieri e un plotone di artiglieria, di solito equipaggiato con due cannoni reggimentali da 75 mm, due obici Type 92 da 70 mm e quattro cannoni da 76 mm della Marina montati su carrelli a ruote; allo scoppio della seconda guerra mondiale le unità d'artiglieria ricevettero anche mortai pesanti Type 97 da 81 mm e cannoni anticarro Type 1 da 47 mm.
Con la sola eccezione dei cannoni da 76 mm, le armi dei rikusentai della Marina imperiale erano le stesse dell'esercito; solo più avanti furono aggiunte sezioni antiaeree dotate di mitragliere navali da 13,2 Type 93 e da 25 mm Type 96.
Le uniformi dei rikusentai erano color verde oliva invece del cachi di quelle dell'esercito, ma per il resto erano analoghe a queste, fatta eccezione per alcuni dettagli (come una piccola ancora dipinta sul fronte dell'elmetto invece della tradizionale stella gialla) e per il sistema di gradi, che era quello standard della Marina.